# Robert Attal
Pour les articles homonymes, voir Attal.
Robert Attal, né le 8 avril 1926 à Constantine, en Algérie, et mort le 13 février 2015 dans le 12e arrondissement de Paris, est un historien français.

## Biographie
Son père est assassiné durant l'Émeute anti-juive de Constantine le 5 août 1934. Il doit la vie, et celle de sa mère et de ses frères à un Musulman, Serradj Abdallah, un fellah de Bizot (nom actuel de la commune Didouche Mourad) qui les cache dans son gourbi.
Il quitte l'Algérie pendant la Guerre d'indépendance et il est muté à Soissons en 1962. Il consacre son mémoire de maîtrise à l'immigration des étrangers dans l'Aisne. Professeur d'histoire à Soissons, après avoir été instituteur en Algérie, il préside durant huit ans la Société historique, archéologique et scientifique de Soissons.

## Thèmes de recherche
Il travaille notamment sur la Révolution française et sur la Guerre de 1914-1918.
Avec Dominique Natanson, il participe à l'écriture de La Mémoire juive en Soissonnais qui évoque le sort des déportés juifs de Soissons sous l'occupation. L'ouvrage reçoit le Prix Annie et Charles Corrin 1993, pour l’enseignement de l’histoire de la Shoah.
Avec le Centre de recherche et d'étude sur l'Algérie contemporaine, il publie, à la fin de sa vie, une série d'ouvrages sur les Juifs de Constantine qui font référence.[réf. souhaitée]

## Publications

### Ouvrages
- Dominique Natanson (dir.), La Mémoire juive en Soissonnais, Mémoires, 1992.
- Les émeutes de Constantine, Romillat, 2002.
- Constantine au loin, Romillat, 2003
- Constantine : le cœur suspendu, Éditions L'Harmattan, 2006.
- Constantine. Ombres du passé. Récits, Éditions L'Harmattan, 2009.

### Articles et brochures
- Soissons-Auschwitz, un aller simple, Laon, Centre départemental de documentation pédagogique, 1985.[Où ?]
- Le Soissonnais dans tous ses états : la décennie révolutionnaire 1789-1799, Ville de Soissons, 1992.
- Robert Attal, Denis Rolland, « Ambleny, le temps d'une guerre. Journal d'Onezime Henin (1914-1918) », Société historique de Soissons, 1993.
- Robert Attal, Denis Rolland, « La Justice militaire en 1914 et 1915 : le cas de la 6e armée », in Fédération des Sociétés d'histoire et d'archéologie de l'Aisne, Mémoires, t. XLI, 1996.